# PGC 58499
LEDA/PGC 58499 ist eine Spiralgalaxie vom Hubble-Typ Sc im Sternbild Herkules am Nordsternhimmel. Sie ist schätzungsweise 431 Millionen Lichtjahre von der Milchstraße entfernt und hat einen Durchmesser von etwa 80.000 Lichtjahren. Vom Sonnensystem aus entfernt sich das Objekt mit einer errechneten Radialgeschwindigkeit von näherungsweise 9.500 Kilometern pro Sekunde.
Im selben Himmelsareal befinden sich unter anderem die Galaxien IC 4611, IC 4612, PGC 2145942, PGC 2147245.